# Галт (Хувсгел)
Галт (монг. Галт, «огненный») — сомон в аймаке Хувсгел. Расположен на юге аймака, граничит с аймаком Архангай (на юге и востоке) и сомонами: Жаргалант (на западе), Шинэ-Идэр (на северо-западе) и Тумербулаг (на севере). Площадь составляет 3600 км², население по данным на 2000 год — 5328 человек. Административный центр — Идэр, расположен в 168 км от города Мурэн и в 837 км от Улан-Батора.
По данным на 2004 год в сомоне имеется около 183 000 голов скота, из них: 78 000 коз, 83 000 овец, 10 000 коров и яков, 11 000 лошадей и 64 верблюда.
Примерно в 25 км от административного центра сомона имеется горячий источник, известный как Салбатын Рашаан.